# دهستان آلایوئه
 دهستان آلایوئه (به لاتین: Alajõe Parish) یک دهستان در استونی است که در شهرستان ایدا-ویرو واقع شده‌است.

## خصوصیات
' دهستان آلایوئه ۱۰۹٫۶۱ کیلومترمربع مساحت و ۱٬۰۲۴ نفر جمعیت دارد.